# Álvaro Morte
Álvaro Antonio García Morte (Algeciras, Cádiz, 23 februari 1975) is een Spaanse acteur, vooral bekend om zijn rollen in Spaanse televisieseries. Hij speelde Gabriel Areta in Amar es para Siempre en Lucas Moliner in El secreto de Puente Viejo, beide producties waren van Antena 3. Ook was hij Sergio Marquina 'El Profesor' in La casa de papel (vanaf 2017), geproduceerd door Vancouver Media, in samenwerking met Atresmedia Series. In 2018 speelde hij David Ortiz in de film  Durante la tormenta. In 2019/2020 was hij te zien als Oscár in El Embarcadero, in Nederland uitgezonden onder de naam The Pier.
In 2012 richtte hij het theatergezelschap 300 Pistolas op en begon theaterstukken te leiden zoals El lazarillo de Tormes, Tres Haras de Copa, La casa de Bernarda Alba en El perro del hortelano.